# Куженкино (село)
Куже́нкино — село в Бологовском районе Тверской области. Центр Куженкинского сельского поселения.

## География
В 4 км к юго-востоку от села (в 2 км от автодороги М10) расположен посёлок городского типа Куженкино, который возник при станции Куженкино железнодорожной линии Бологое — Великие Луки — Полоцк.

## История
Название Куженкино происходит от мужского имени Куженька (Куженка), которое от диалектного слова кужель, куженька «кузовок, плетёнка, корзиночка, особенно берестяная» (имя давалось по фигуре или по занятиям).
Наиболее вероятное происхождение названия от устаревшего (угрофинского) слова «куженя», «кужеля» (маленький медвежонок), часто встречается в русских фамилиях в Сибири (например, Кужлевы). Другое предположительное происхождение — от слова «кужень» («кудель») — вычесанный пучок льна, подготовленный для прялки. Согласно словарю  Владимира Даля «куженька» («кудель») — корзиночка из тонких драниц.
Первое упоминание деревни Куженкино встречается в писцовой книге писца Дмитрия Замвецкого, год 7090 (1583). Куженкино упоминается как деревня, принадлежащая приходом к Коломенскому погосту, Вышне-Волоцкого уезда, Тверской губернии. Куженкино с деревней Григино были в то время во владении Новгородского Хутынского монастыря.
Расположение деревни несколько раз смещалось, тяготея к Московско-Новгородскому тракту, который не имел ни постоянного месторасположения, ни какого-либо покрытия.
В XVIII веке, во время Северной войны и в духе церковных реформ, было решено Хотиловский ям на новгородской дороге усилить и передать крестьян и земли Куженкино и Григино от монастыря государству с обложением ямской повинностью. Указ Петра I на имя новгородского губернатора Брюса об этом датирован 19 февраля 1702 г.
В XIX — начале XX века (до ноября 1918 года) село Куженкино относилось к одноимённому приходу Хотиловской волости Валдайского уезда Новгородской губернии. По данным на 1909 год село Куженкино имело 697 жителей при 133 дворах.
С 1935 года Куженкино — центр сельсовета Бологовского района Калининской области.
Село Куженкино — родина Героя Советского Союза (1943 год, медаль № 1223) Ивана Никитовича Данилина (1907—1945) — гвардейца, командира мотострелкового батальона.
В 1997 году село Куженкино в составе Хотиловского сельского округа, 156 хозяйств, 449 жителей. В 1998 году административный центр Хотиловского сельского округа перенесён в село Куженкино, в связи с чем Хотиловский сельский округ переименован в Куженкинский (с 2006 года — Куженкинское сельское поселение).
23 августа 2023 года в районе села произошло крушение самолёта Embraer Legacy 600 с находившимися на борту Евгением Пригожиным и Дмитрием Уткиным. Все находившиеся на борту погибли.

## Население
| 2002 | 2010 |
| ---- | ---- |
| 434  | ↘340 |

Население по переписи 2002 года — 434 человека, 200 мужчин, 234 женщины.

## Инфраструктура
- Общеобразовательная средняя школа имени Героя Советского Союза И. Н. Данилина
- Фельдшерско-акушерский пункт
- Куженкинский дом-интернат для престарелых и инвалидов
- СПК «Хотилово»
- Клуб с. Куженкино

## Транспорт
Через село проходит федеральная автодорога Москва — Санкт-Петербург М10, от которой отходит автодорога на город Бологое (13 км).

## Русская православная церковь

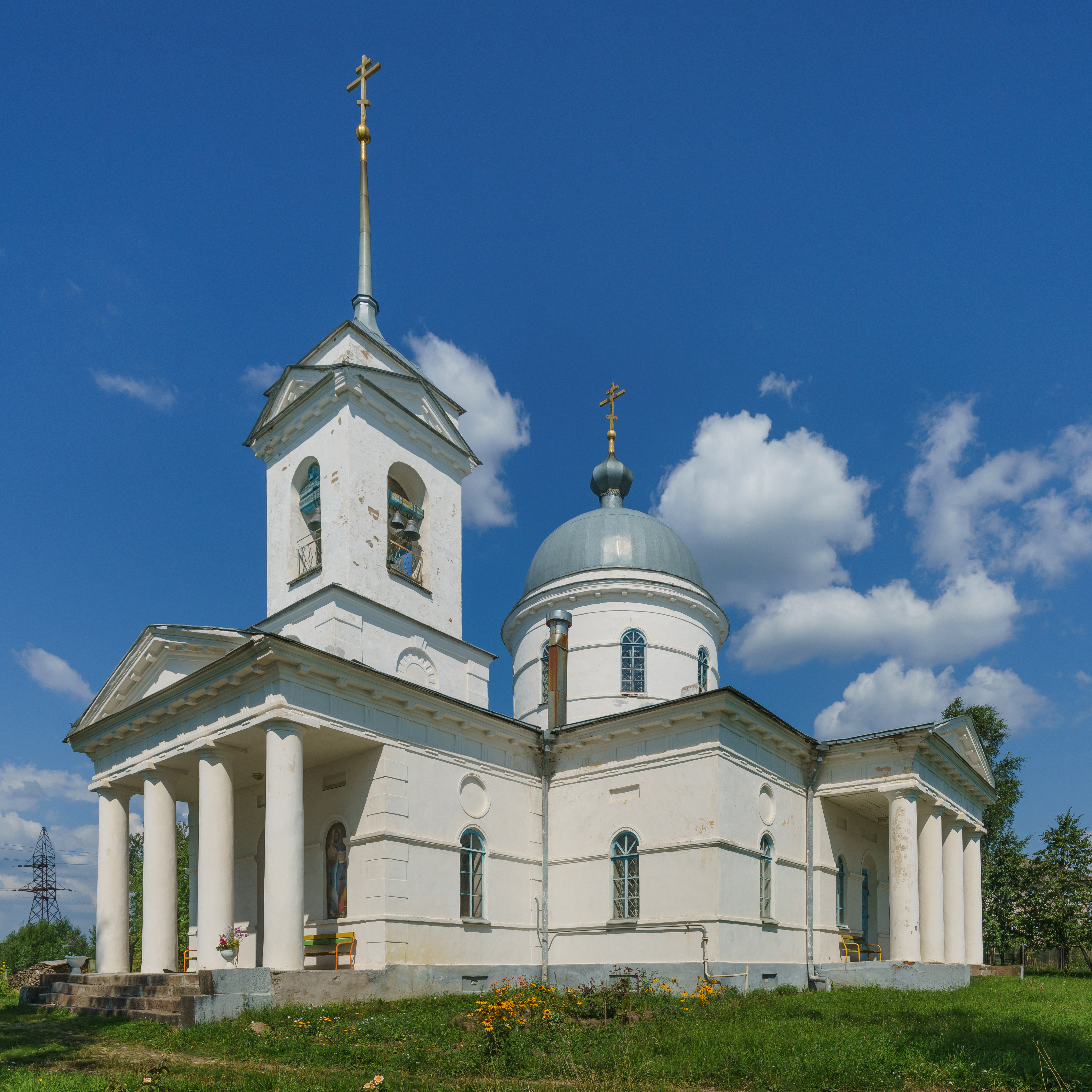
Спасо-Преображенская церковь

- Спасо-Преображенская Церковь, 1841 год. "Церковь Преображения Господня, Валдайского уезда Новгородской епархии. Построена в 1841 году тщением прихожан. Зданием каменная, на каменном фундаменте, с такою же колокольнею в одной связи с нею. Крепкая, покрыта железом. Престолов в ней три: Преображения Господня, св.Николая Чудотворца, преподобного Варлаама Хутынского."[5]
- Часовня святой мученицы Параскевы Пятницкой